# محمدباقر کمره‌ای
شیخ محمدباقر کَمَره‌ای خمینی عالم و نویسنده ایرانی است. وی تحصیلات خود را در قم و نجف به پایان رساند. او پس از پایان تحصیلاتش ترجمه و نوشتن کتاب را آغاز کرد.

## زندگی‌نامه
شیخ محمدباقر کمره‌ای خمینی در سال ۱۳۲۱ قمری در کمره به دنیا آمد. او دروس مقدماتی را از پدرش حاج شیخ محمد فرا گرفت و سپس برای ادامه تحصیلات به اراک و پس از آن به قم مهاجرت کرد. او در قم از شاگردان شیخ عبدالکریم حائری بود. پس از آن به نجف رفت و در آنجا شاگرد استادانی چون سید ابوالحسن اصفهانی، میرزای نائینی، آقا ضیاءالدین عراقی و بود.
او در سال ۱۳۵۸ قمری به ایران بازگشت و در تهران به اقامه نماز جماعت، تدریس و نگارش کتاب پرداخت.
سرانجام در ۵ محرم ۱۴۱۶ قمری در ۹۵ سالگی از دنیا رفت و در حرم عبدالعظیم حسنی به خاک سپرده شد.

## آثار
- تقریرات فقه و اصول اساتید خود در قم و نجف اشرف.
- اصول الفوائد الغرویه.
- حاشیه بر مکاسب.
- رساله در مکاسب محرمه.
- فصل الخصومه فی الورود و الحکومه.
- فروع دین و نصوص احکام یا فقه فارسی.
- راهنمای حج.
- خداشناسی.
- الدین فی طور الاجتماع.
- ستون دین.
- روحانیت در اسلام.
- مرامنامه اتحاد روحانیون و علمای اسلام.
- السیف المشتهر فی تحقیق اسم المصدر.
- هدیه عید نوروز یا عروس مدینه.
- خودآموز علم بلاغت.
- خودآموز صرف زبان عربی.
- انتخابات اساسی حکومت ملی یا اصلاح مجلس شورای ملی.
- کانون حکمت قرآن (تفسیر سوره لقمان).
- کانون عفت قرآن (تفسیر سوره یوسف).
- ترجمه و شرح اصول کافی.
- ترجمه و شرح روضه کافی.
- ترجمه آمالی شیخ صدوق.
- ترجمه خصال صدوق.
- ترجمه کمال الدین.
- ترجمه کنز الفوائد کراجکی به نام «گنجینه معارف شیعه امامیه».
- ترجمه نفس المهموم محدث قمی به نام «رموز الشهاده».
- ترجمه جلد دوم الکنی و الالقاب به نام «مشاهیر دانشمندان اسلام».
- ترجمه «مفاتیح الجنان».
- ترجمه بحار الانوار- کتاب السماء و العالم به نام «آسمان و جهان».
- ترجمه «تحف العقول».
- ترجمه «الغارات».
- حمزه سالار شهیدان در جنگ احد.
- ترجمه «سمو المعنی فی سمو الذات».
- دیوان اشعار.
- حکومت شاهی مایه تباهی (تأیید جمهوری اسلامی).
- پاسداری از حکومت جمهوری اسلامی.
- مروارید حکمت.[نیازمند منبع][۸][۹][۱۰]